# طمروق مبذول
طُمروق مَبْذُول أو مألوف خفاش أرسي صغير حاشر من جنس طمروق. لها آذان مميزة طويلة وذات ثنية مميزة. يشبه الطمروق الأرمد الأكثر ندرة والتي أنبت أنها نوع مميز في الستينيات. يراوح طوله من 4.5 إلى 4.8 سم أما ذيله فمن 4.1 إلى 4.6 سم وساعده من 4 إلى 4.2 سم. تطول آذانه من 3.3 إلى 3.9 سم ويميز بسهولة عن معظم أنواع الخفافيش الأخرى. يطير هذه النوع طيرانًا بطيئًا مقارنة بأنواع الخفافيش الأخرى. مسرحه دجوي.

## معرض الصور

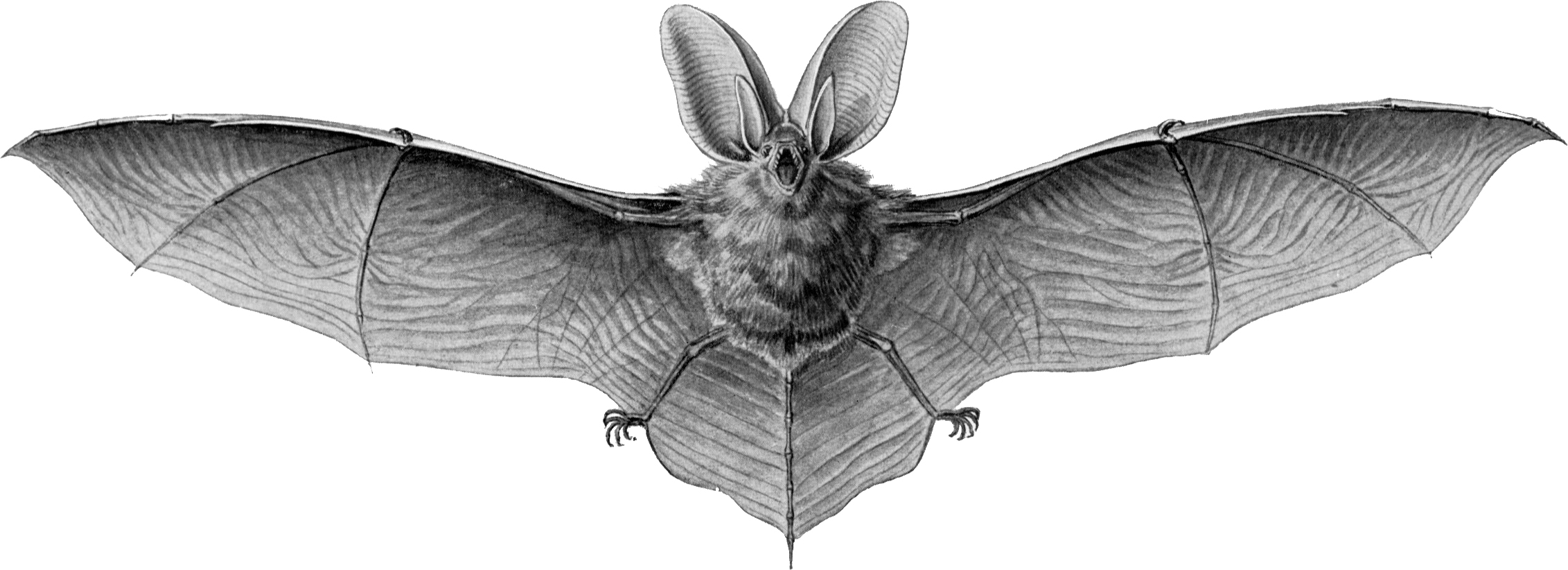
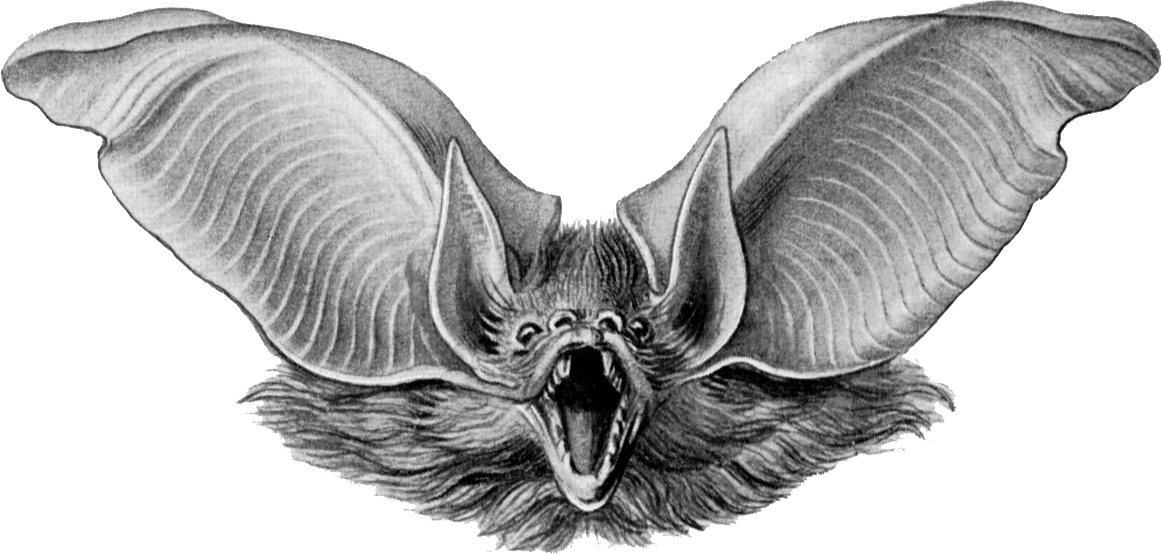
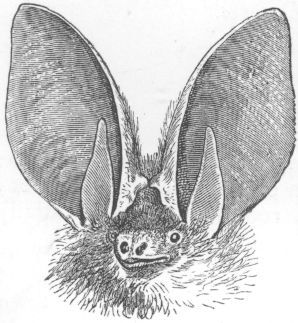
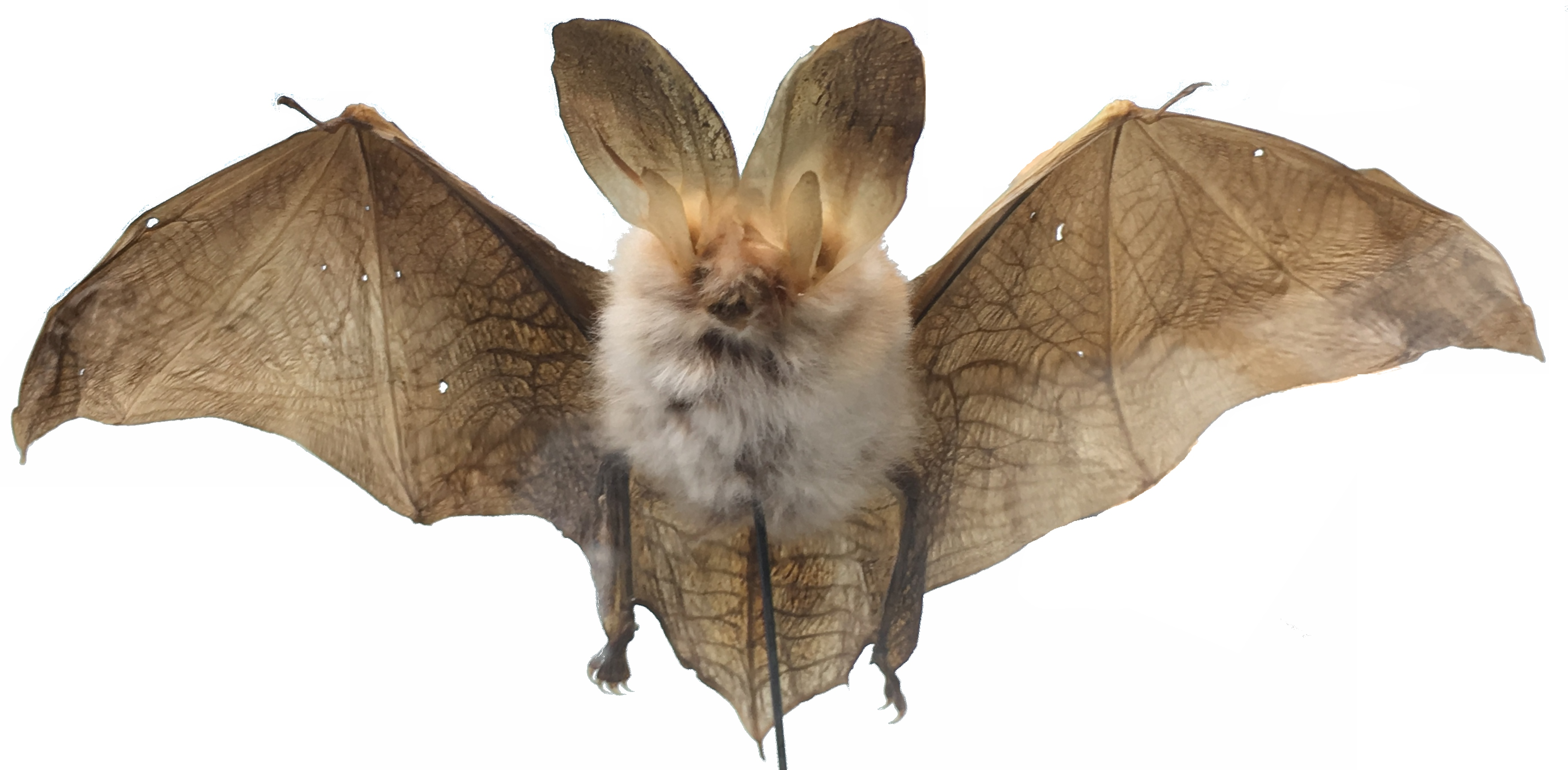
نموذج في متحف جامعة أكسفورد للتاريخ الطبيعي
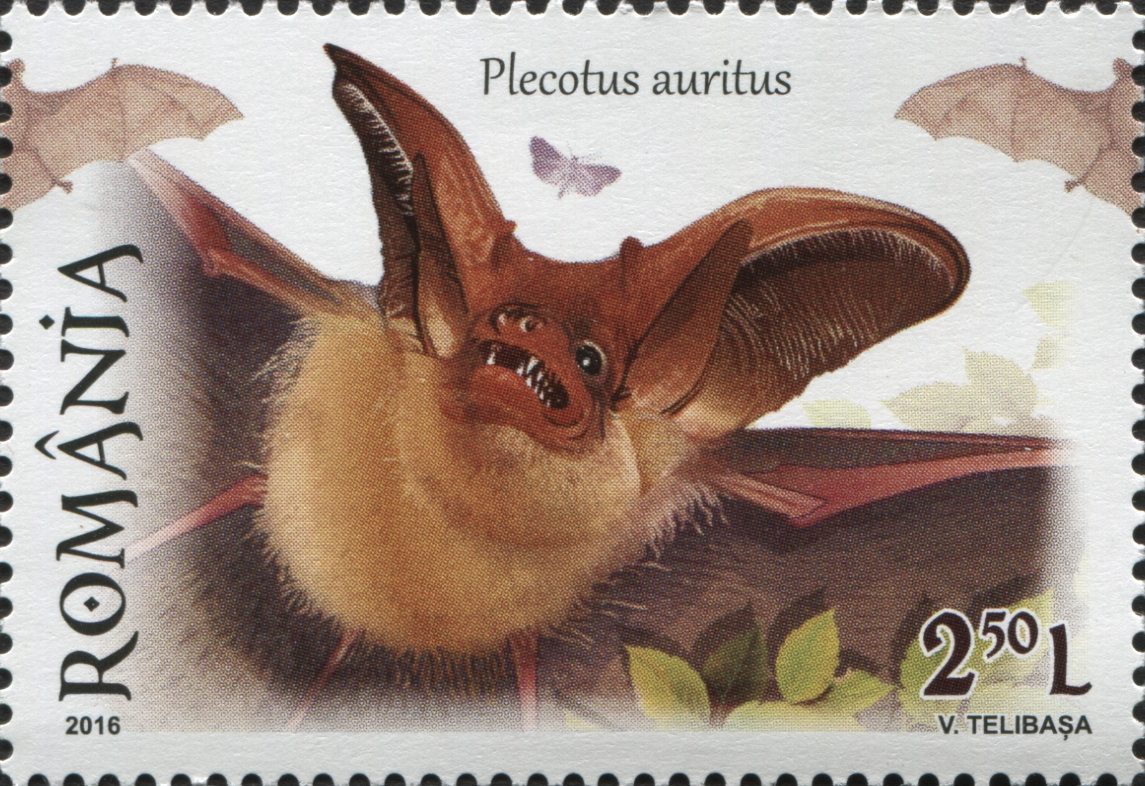
طابع بريد